# San Carlos Norte
San Carlos Norte es una comuna que se encuentra en el Departamento Las Colonias, provincia de Santa Fe, Argentina, a 38 km (kilómetros) de la capital provincial.
Las principales actividades económicas giran en torno a la ganadería (tambos, producción lechera) y la agricultura (soja y trigo).

## Población
Cuenta con 1288 habitantes (Indec, 2022), lo que representa un incremento frente a los 1061 habitantes (Indec, 2010) del censo anterior. Se encuentra casi conurbada con las localidades de San Carlos Centro y San Carlos Sud, aunque en el censo de 2010, esta fue censada como localidad aparte.
| Gráfica de evolución demográfica de San Carlos Norte entre 1991 y 2022 |
|                                                                        |
| Fuente: Censos nacionales del INDEC                                    |

## Historia
Fundador: Carlos Beck Bernard, de la Sociedad Colonizadora Suiza Beck y Herzog.
Sus primeros pobladores fueron inmigrantes suizos, alemanes, franceses, italianos, que llegaron a Santa Fe por vía fluvial en 1858, instalándose en San Carlos Sud.
Con el paso del tiempo, los pobladores italianos y franceses dejaron San Carlos Sud para dirigirse más hacia el norte por motivos religiosos, formando los poblados de San Carlos Centro y San Carlos Norte, respectivamente.

## Fuga del "triple crimen de General Rodríguez"
En la madrugada del 26 de diciembre de 2015 los hermanos Lanatta y Víctor Scialicci se fugaron de un penal de alta seguridad en General Alvear.
El 7 de enero de 2016 a las 7:00 a. m. los prófugos (Hermanos Lanatta y Schilacci) se balearon con efectivos de gendarmería nacional, resultando herido un gendarme. Este hecho sucedió en un campo dentro de la jurisdicción de San Carlos Sud, entre esta localidad y Gessler. Los prófugos lograron escapar de este tiroteo pero cerca de las 8:30 a. m. se produjo otro tiroteo contra oficiales en las cercanías de las piletas de tratamientos de sustancias cloacales de la ciudad de San Carlos Centro. Estas piletas también se encuentran en la cercanía de otros dos pueblos, San Agustín y San Carlos Norte. Nuevamente, los prófugos lograron escapar.
Desde entonces se armó un megaoperativo de seguridad nacional, con actuación de Gendarmería Nacional, Policía de Seguridad Aeroportuaria, Policía Federal, Policía de la provincia de Santa Fe, policías locales de los pueblos de la zona de búsqueda, miembros del grupo de élite Halcón, 4 helicópteros, y demás efectivos de seguridad, completando en la suma de todos estos más de 600 unidades. 
Se estableció como base de operaciones al Centro de Exposición y Ventas de San Carlos Centro. El megaoperativo de búsqueda se realizó en una zona de importante tamaño, dentro de un radio de 25 km (kilómetros) a la redonda de San Carlos, pero, principalmente, en el cuadrado formado entre las localidades de San Carlos Norte, San Carlos Sud, San Agustín y Matilde.
La noticia y el seguimiento de los hechos tuvo altísima importancia nacional en todos los medios del país, quienes transmitieron de manera directa desde la zona de búsqueda, siendo una de los acontecimientos policiales de la Argentina más importantes del siglo XXI.

## Economía
Una de las principales industrias presentes en San Carlos Norte es El Ribeño y Spalen, dedicadas a la elaboración de dulce de leche.

## Santa Patrona
- Ntra. Sra. de la Asunción, festividad: 15 de agosto

## Comuna
- Dirección: Carlos Beck Bernard 417
- Cod. Postal: S3010AGI
- Departamento: Las Colonias